# 青木源吉
青木 源吉（あおき げんきち、1897年（明治30年）3月7日 - 1973年（昭和48年）1月27日）は、日本の政治家。栃木県今市市長、栃木県議会議員を務めた。

## 経歴
今市町室瀬に生まれる。今市尋常高等小学校を卒業。1929年（昭和4年）、今市町会議員に当選し、1947年（昭和22年）まで務める。1947年4月、今市町長選挙に立候補するが、現職の熊谷安正に敗れる。1948年（昭和23年）2月27日、熊谷が町長在任のまま死去。町長死去に伴う選挙は同年4月25日に行われ、無所属で立候補した青木が当選した。
町長在任中の1949年（昭和24年）に発生した今市地震では復興に努力した。1952年（昭和27年）4月23日の町長選挙では青木の他に立候補者がなく無投票で再選。また河内郡豊岡村と上都賀郡落合村との合併、市制施行を実現させた。
1954年（昭和29年）3月、今市市長に就任し、1956年（昭和31年）4月まで務めた。1963年（昭和38年）4月には県議会議員選挙に今市市選挙区から自由民主党公認で立候補し当選している。県議会議員は1期務めた。
1973年（昭和48年）1月27日午前5時、心筋梗塞により今市市内の自宅で死去した。75歳没。